# Пронин, Василий Маркелович
Васи́лий Марке́лович Про́нин (24 июля 1905, село Кобелево, Тульская губерния, Российская империя— 23 ноября 1966) — советский кинорежиссёр и кинооператор, снимал научно-популярные фильмы, затем — художественные. Народный артист РСФСР (1965).

## Биография
Родился в селе Кобелево Тульской губернии Российской империи. Его отец Георгий Елагин, уроженец села Карташёво Алексинского уезда Тульской губернии, умер до его рождения. Мать Аграфена Спиридоновна Елагина, после смерти мужа не имея возможности содержать сына, отдала его на воспитание бабушке Евдокии Овчинниковой. У неё Василий проживал до 10 лет, окончил три класса церковно-приходской школы, затем в 1915 году переехал к матери в Москву, которая к тому моменту вышла замуж за служащего транспортного страхового общества Маркела Михайловича Пронина. Он усыновил пасынка, дал ему свои фамилию и отчество. 
В Москве Василий до 1920 года учился в городской начальной школе, затем, с 1920 по 1923 годы, —  на физико-химических курсах Московского отдела народного образования (МОНО). Одновременно, с 1919 по 1921 годы, вместе с отчимом работал в Едином разгрузочном органе при Казанской товарной станции сначала рабочим, потом — конторщиком. 
В 1923 году Василий Пронин поступил на операторское отделение Государственного техникума кинематографии. В 1924 году был послан на практику на кинофабрику Межрабпом-Русь, где в 1925 году остался работать. Прошёл путь от лаборанта, копировщика, ассистента оператора до оператора-постановщика. В 1927—1936 — оператор-постановщик кинофабрики Межрабпомфильм, с 1936 — киностудии Союздетфильм. В 1931 году снял первый отечественный звуковой художественный фильм Путёвка в жизнь.
В 1939 году дебютировал в режиссуре фильмом Комендант Птичьего острова. Поставил фильмы: Март-апрель (1943), Сын полка (1946) и др. В 1948 году работал над постановкой фильма "Два капитана" по одноимённому роману Вениамина Каверина, который был снят с производства. С 1954 года — режиссёр-постановщик киностудии Мосфильм. 
С марта по сентябрь 1950 года находился в командировке в Социалистической Республике Румыния в качестве художественного советника, помогал в восстановлении румынской кинематографии. С 1952 по 1954 годы в этом же качестве работал в Германской Демократической Республике.
Член РКП(б)/КПСС с 1928 года. 
Умер 23 ноября 1966 года в Москве. Похоронен на Донском кладбище.

## Семья
- Жена — Кира Константиновна Парамонова (1916—2005), киновед, педагог, доктор искусствоведения, профессор, заслуженный деятель искусств РСФСР (1969).
- Дочь (от первого брака) — Наталья Васильевна Майорова (р. 1935), монтажёр киностудии "Мосфильм".
- Внучка — Дарья Игоревна Майорова (р. 1972), актриса, телеведущая.

## Награды
- Орден «Знак Почёта» (1950).
- Заслуженный деятель искусств Киргизской ССР (1955).
- Народный артист РСФСР (26 ноября 1965 года) — за заслуги в области советского киноискусства[3]
- Дважды номинировался на «Золотую пальмовую ветвь» Каннского кинофестиваля: в 1958 году за режиссуру фильма «Хождение за три моря»[4] и в 1961 году за режиссуру фильма «Казаки».[5]

## Фильмография

### Оператор
- 1929 — Сто двадцать тысяч в год
- 1929 — За ваше здоровье (короткометражный)
- 1930 — Звуковая сборная программа № 2
- 1931 — Путёвка в жизнь
- 1932 — Мёртвый дом («Тюрьма народов»)
- 1935 — Любовь и ненависть
- 1949 — Днепр
- 1951 — В лесах Киргизии

### Режиссёр
- 1939 — Комендант Птичьего острова
- 1941 — Патриотка (новелла в киноальманахе «Боевой киносборник № 4»)
- 1942 — Сын Таджикистана
- 1943 — Март-апрель
- 1946 — Сын полка
- 1955 — Салтанат
- 1957 — Хождение за три моря
- 1961 — Казаки
- 1965 — Наш дом